# Andries de Witt
Andries de Witt (født 16. juni 1573 i Dordrecht, død 26. november 1637 i Den Haag) var en nederlandsk aristokrat og politiker fra den hollandske guldalder.

## Biografi
Andries de Witt var søn af Cornelis Fransz de Witt (1545-1622), et indflydelsesrigt medlem af De Witt-familien, en patricier i Dordrecht, som var en af de vigtigste byer i de hollandske provinser i 1600-tallet. Andries og hans storebror Jacob de Witt voksede op i et privilegeret miljø. Efter at have afsluttet sine studier på Latinskolen i Dordrecht kom Andries ind på Leiden Universitet.
De Witt blev udpeget til pensionær i Dordrecht. I 1619 blev de Witt rådspensionær i Holland og samtidig reelt regeringschef, en titel han kom til at beholde indtil 1621.